# Fatma Sultan (dcera Murada III.)
Fatma Sultan byla osmanská princezna, dcera sultána Murada III. a jeho manželky Safiye Sultan, a sestra sultána Mehmeda III.

## Mládí
Datum jejího narození je neznámý. Byla dcerou sultána Murada III. a jeho nejoblíbenější manželky Safiye Sultan. Měla dva bratry, sultána Mehmeda III. a Şehzade Mahmuda, a jednu sestru, Ayşe Sultan. 

## Manželství
6. prosince 1593 se Fatma na přání svého otce provdala za Halila Pašu, námořního admirála. Svatba se konala ve Starém paláci a trvala sedm dní. Historik Mustafa Selaniki popsal, že všude se objevily nadšené davy, které sledovaly zahalenou Fatmu v červeném závoji a jejího manžela celou cestu, až do jejich domova v paláci. Rozdávaly se pytle plné mincí a sama Fatma dostala jako věno 300 tisíc dukátů. Všichni členové rady měly sedmidenní volno. 
V roce 1595 Halil Paša neodjel na moře. To bylo nejspíš proto, že Fatma nebo její matka Safiye si přály, aby neopustil Istanbul. Faktem pro toto trvzení je, že v tu dobu byla Fatma těhotná. V říjnu 1595 porodila syna, díky němuž získal Halil Paša vyšší postavení jak u sultána, tak u jeho manželky. 
Po smrti Halila Paši v roce 1603, se podruhé vdala za Hizira Pašu (prosinec 1604). V té době byl Hizir v Danube. Kvůli zásnubám a svatbě byl přivolání zpět do Istanbulu, kde získal post vezíra. 

## Smrt
Když Fatma zemřela, byla pohřbena v otcově mauzoleu na nádvoří Hagia Sofia. Datum jejího úmrtí je taktéž neznámý. 